# Olympische Sommerspiele 1996/Teilnehmer (Liechtenstein)
| Gelbes Symbol für Goldmedaillen mit stilisierten Olympischen Ringen | Graues Symbol für Silbermedaillen mit stilisierten Olympischen Ringen | Braundes Symbol für Bronzemedaillen mit stilisierten Olympischen Ringen |
| ------------------------------------------------------------------- | --------------------------------------------------------------------- | ----------------------------------------------------------------------- |
| —                                                                   | —                                                                     | —                                                                       |

Liechtenstein nahm bei den Olympischen Sommerspielen 1996 in der US-amerikanischen Metropole Atlanta mit zwei Frauen und in zwei Wettbewerben in zwei Sportarten teil.
Seit 1936 war es die zwölfte Teilnahme Liechtensteins bei Olympischen Sommerspielen.

## Flaggenträger
Die Judoka Biggi Blum trug die Flagge Liechtensteins während der Eröffnungsfeier am 19. Juli im Centennial Olympic Stadium.

## Teilnehmer nach Sportarten

### Judo
- Biggi Blum

### Leichtathletik
- Manuela Marxer